# 小行星19617
小行星19617（19617 Duhamel）是一颗绕太阳运转的小行星，为主小行星带小行星。该小行星于1999年8月8日发现。

## 轨道参数
小行星19617的轨道半长轴为3.2121706 UA，离心率为0.148。